# Canton, Illinois

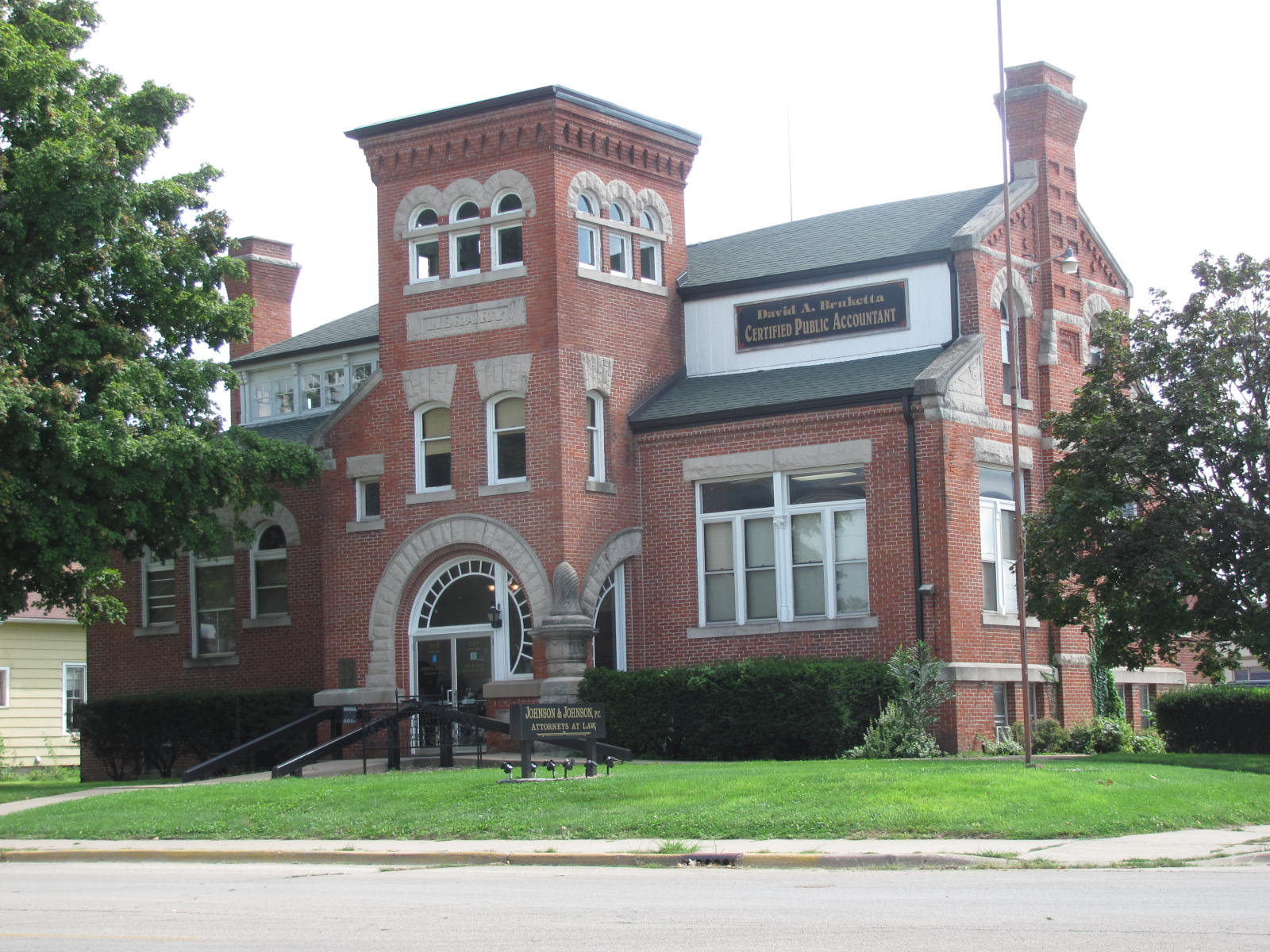

Canton là một thành phố thuộc quận Fulton, tiểu bang Illinois, Hoa Kỳ. Năm 2010, dân số của thành phố này là 14704 người.

## Dân số
Dân số qua các năm:
- Năm 2000: 15288 người.
- Năm 2010: 14704 người.